# Janowo (powiat starogardzki)
Janowo – wieś kociewska w Polsce położona w województwie pomorskim, w powiecie starogardzkim, w gminie Starogard Gdański, przy drodze wojewódzkiej nr , w kierunku południowym od Starogardu Gdańskiego. W 2023 roku wieś liczyła 564 mieszkańców.
Do 1954 w granicach Starogardu Gdańskiego. W latach 1975–1998 miejscowość należała administracyjnie do województwa gdańskiego.
Do 7 marca 1945 roku obecna wieś należała do majątku Owidz. Po zakończeniu wojny nastąpiła parcelacja ziemi, co stało się początkiem dzisiejszej wsi.
W 2007 roku w Janowie reaktywowano koło gospodyń wiejskich.